# برونو ساوری
برونو ساوری (انگلیسی: Bruno Savry؛ زادهٔ ۱۱ مارس ۱۹۷۴) بازیکن فوتبال اهل فرانسه است.